# 脱出アドベンチャー 神降しの占い盤
『脱出アドベンチャー 神降しの占い盤』(だっしゅつアドベンチャー かみおろしのうらないばん)は、アークシステムワークスより2015年12月22日にニンテンドーeショップにて配信開始されたニンテンドー3DS用ゲームソフト。脱出アドベンチャーシリーズ第7作。

## 登場人物
ワカル
シリーズの主人公、時野若留の幼い日の姿。好奇心旺盛で考えるより先に足が動く。廃団地でトビ・ハカセと出会い、一緒に謎を調べていく事になる。2年4組所属。
トビ
ガサツで元気なサッカー少年。あまり頭は良くなく、諺を間違えて覚えていたりする。威張り屋だが仲間想いな一面も。3年1組所属。
ハカセ
トビと一緒に行動する少年。物知りで博識。優しい心の持ち主だが物事に影響されやすい一面もある。3年1組所属。
謎の少女
ワカルたちが遭遇することになる幽霊のような少女。服はボロボロで生気のない表情をしており、ぬいぐるみを抱きかかえている。
天狗爺（てんぐじじい）
駄菓子屋の店主。大柄な体と赤ら顔のため、「天狗爺」とトビに呼ばれている。
神主
学校の裏山の神主。意外と話の分かる人でワカル達に「クノカミさま」の伝承を語る。池で飼っている鯉を大切にしている。